# Abu Abd Allah ach-Chi'i
Pour les articles homonymes, voir Allah (homonymie).
Abû `Abd Allâh al-Husayn ben Ahmad ben Muhammad ben Zakariyâ ou Abû `Abd Allâh ach-Chî`î (Le chi`ite) est un missionnaire propagandiste (dâ`i) ismaélien au Yémen et en Afrique du Nord, principalement auprès des tribus berbères Kutama en Kabylie, dans la ville d'Ikdjan à partir de laquelle il conduit sa prédication secrète (da`wa), avec l'objectif de révéler le Mahdi et d'instaurer le califat ismaélien : celui des Fatimides.

## Biographie
Abû `Abd Allâh ach-Chî'î est originaire de Koufa en Irak où il aurait exercé les fonctions de muhtasib (chargé de hisba) au service du califat abbasside. L'exercice de cette fonction lui vaut le surnom d'Al-Muhtasib. Il se convertit à l'ismaélisme. L'imam 
Ar-Radî `Abd Allah l'envoie auprès d'Ibn Hawchab au Yémen pour y recevoir une formation de propagandiste.
Au cours du pèlerinage à La Mecque de 892 il rencontre quelques berbères kutama qui manifestent leur désir d'indépendance à l'égard des Aghlabides dynastie musulmane régnant sur l'Ifriqiya au nom du calife abbasside. Abû `Abd Allâh y voit une occasion. Il décide de les suivre au Maghreb où ils arrivent en 893.

### Installation au Maghreb
Abû `Abd Allâh s'établit à Ikdjan près de Sétif où il passe plusieurs années à faire valoir les « gens de la Maison » (Ahl al-Bayt) qui dans le contexte de l'ismaélisme ne sont autres que les imams ismaéliens. Il parvient à rassembler un grand nombre de tribus berbères Sanhaja dont les Kutama. Abû `Abd Allâh prépare la prise de pouvoir d'‘Ubayd Allâh al-Mahdî onzième imam ismaélien. 
En 902, Abû `Abd Allâh profite du décès du l'émir aghlabide Ibrâhîm II pour engager la seconde phase de sa prise de pouvoir et lança une campagne contre les aghlabide. Il prend Mila après un court siège. Le nouveau souverain aghlabide Abû al-Abbâs `Abd Allâh envoie son fils Al-Ahwal, pour en finir. Al-Ahwal remporte quelques victoires. En 903, son frère Ziyadat Allâh qui vient de prendre le pouvoir, le rappelle et le fait mettre à mort. 
`Ubayd Allâh al-Mahdî se décide finalement à rejoindre le Maghreb mais échoue à rencontrer Abû `Abd Allâh, il se réfugie à Sijilmassa. En 905, à la demande de Zyadat Allâh, le gouverneur de Sijilmassa le met en résidence surveillée. Zyadat Allâh installe son quartier général à Constantine et menace Abû `Abd Allâh qui se replie dans les montagnes.
Début 906, Zyadat Allâh fait appel au calife abbasside Al-Muktafi. Mais les opérations qu'il mène restent sans effet. En septembre, Abû `Abd Allâh prend plusieurs forteresse dont celles de Ksar Belezma et Tubna. Zyadat Allâh abandonne Laribus et se réfugie à Raqqâda sa capitale.
Le 19 mars 909, Abû `Abd Allâh vainc définitivement les Aghlabides près de Laribus. Six jours après il entre dans Raqqâda.

### Prise du pouvoir d'`Ubayd Allâh al-Mahdî
Abû `Abd Allâh part vers Sijilmassa pour y rencontrer enfin son imam qu'il n'a jamais vu. Au passage il détruit le royaume rostémide de Tahert (26 août 909). 
Le 6 janvier 910, `Ubayd Allâh al-Mahdî arrive triomphalement à Raqqâda vêtu de soie noire tandis que son fils porte un costume semblable de soie orange. Tous les notables arabes ou non sont là pour le recevoir et lui prêter serment d'allégeance. La loi islamique est promulguée et tous les interdits renforcés. Le 15 janvier 910, il prend le titre de calife et de « commandeur des croyants » malgré l'existence du calife abbasside. C'est la première fois que deux califes régnèrent au même moment.

### Rébellion d'Abû al-`Abbâs frère d'Abû `Abd Allâh
`Ubayd Allâh al-Mahdî concentre en ses mains tout le pouvoir, en particulier en matière financière. Quand Abû `Abd Allâh réservait les gains à ses soldats, `Ubayd Allâh al-Mahdî leur confisque les fortunes qu'ils avaient accumulées au cours des combats. Abû al-`Abbâs, le frère d'Abû `Abd Allâh commence à critiquer le Mahdî et conteste la concentration de tous les pouvoirs en ses mains. Il a osé inviter le Madhî à s'asseoir à son côté pour qu'il puisse voir comment il savait tenir compte des besoins de la population. Ce geste alerte le Mahdî. Lorsque celui-ci a l'impression de voir chanceler la totale loyauté d'Abû `Abd Allâh, il s'empresse de l'éliminer. Les deux frères sont assassinés sur ordre du Mahdî en 911. Cela n'empêche pas le Mahdî de faire des funérailles officielles à Abû `Abd Allâh en alléguant que sa mort n'était qu'un accident et que le véritable traître était Abû al-`Abbâs.